# Diarthrognathus broomi
Diarthrognathus broomi és una espècie extinta de rèptil mamiferoide. És conegut a partir de restes fòssils trobades a Sud-àfrica. És interessant per la seva estructura mandibular a mig camí entre la dels mamífers i la dels rèptils, amb una articulació reptiliana entre el quadrat i l'articular i una articulació mamiferoide entre l'escatós i el dental.